# Hans Christer Holund
Hans Christer Holund, född den 25 februari 1989, är en norsk före detta längdskidåkare som tävlade för skidklubben Lyn Ski.
Han blev juniorvärldsmästare 2008 på 10 km klassisk stil och debuterade i världscupen i Lahtis 2009. Han debuterade i det norska A-landslaget 2015.
Hans Christer Holunds största meriter är VM-gulden på 50 km i Seefeld 2019 och 15 km i Oberstdorf 2021.